# Prądnik Biały

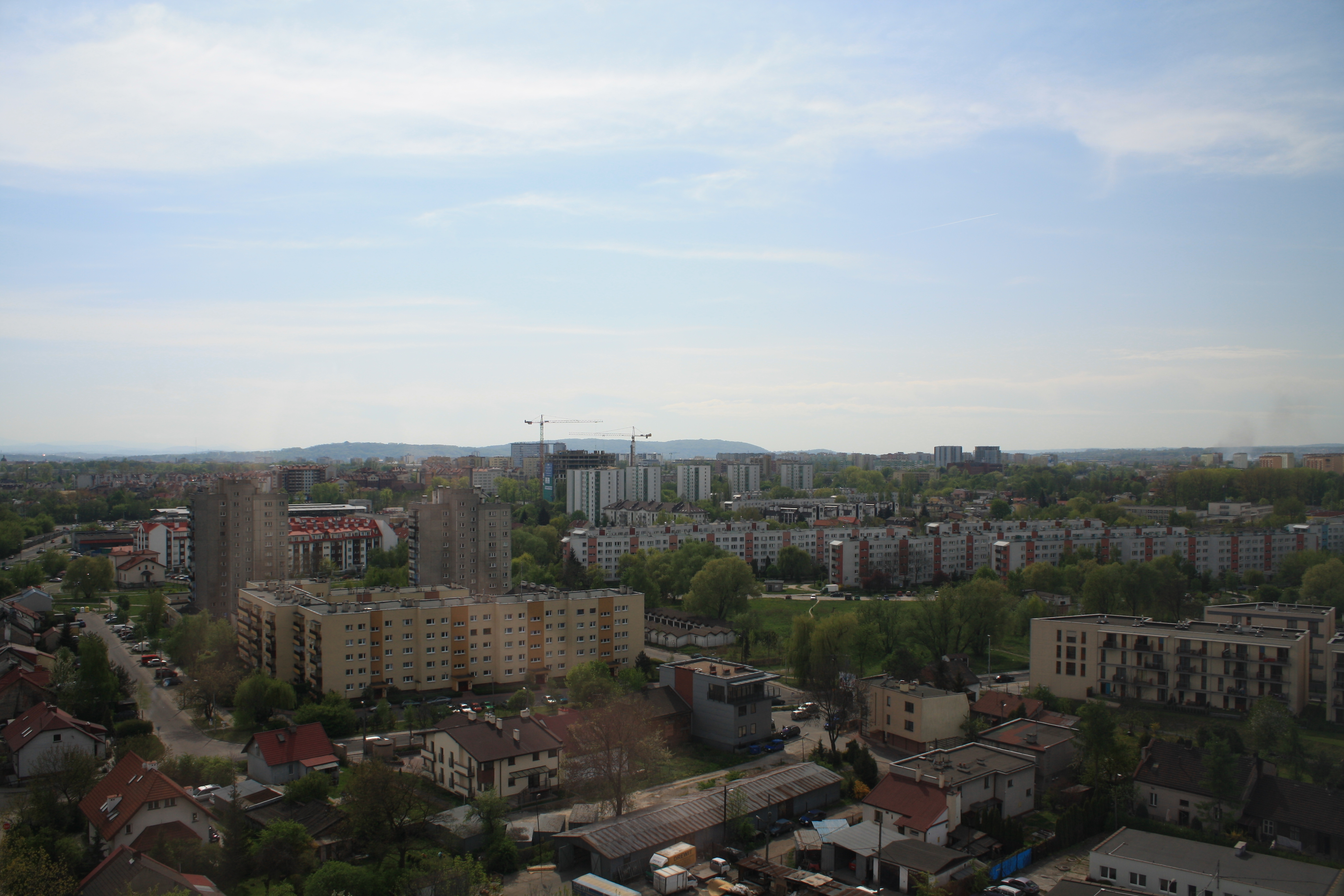
Widok na Prądnik Biały, 2009

Prądnik Biały – dawna wieś, obecnie część Krakowa usytuowana w Dzielnicy IV Prądnik Biały, liczy około 10 tysięcy mieszkańców, dominują zabudowania wysokie, tzw. blokowiska. Od północy graniczy z Witkowicami, od wschodu z Górką Narodową i Prądnikiem Czerwonym, od południa z Krowodrzą, a od zachodu z Toniami. Zespół dworsko-parkowy Dworek Białoprądnicki stanowi centrum kulturalne Prądnika Białego.

## Historia
Centrum zabudowy wsi Prądnik rozciągało się wzdłuż traktu do Miechowa, prowadzącego od obecnej ul. Długiej ku wsi Zielonki. W najstarszym zapisie z ok. 1123 r. nosiła nazwę Prutnic i należała do biskupów krakowskich. W 1220 r. biskup krakowski Iwo Odrowąż założył na jej terenie pierwszy szpital w Krakowie, prowadzony przez Zakon Kanoników Ducha Św. De Saxia. Od XII wieku wykształcił się podział Prądnika na dwie różniące się wielkością wsie, których granice wyznaczał trakt miechowski. Wschodnia - większa - należała w dużej mierze do benedyktynów z Tyńca, w mniejszej - zachodniej - znajdowała się własność biskupów krakowskich. Podział ten znalazł odzwierciedlenie w stosowanych od XV wieku odmiennych nazwach: Prądnik Wielki oraz Prądnik Mały, zwany też Prądnikiem Biskupim (Prandnik Episcopalis). Od XIII do XVIII wieku sąsiadujący z biskupim grunt nad rzeką Prądnik posiadali krakowscy duchacy; znaczny obszar wokół Prądnika Małego należał natomiast do krakowskiej kapituły katedralnej. Duchacy, przeniesieni do Krakowa w 1244 r., zatrzymali jednak znaczne grunty w Prądniku Białym, zwane odtąd Prądnikiem Duchackim (w XV wieku z nadania biskupiego posiadali tu 3 młyny, z których jeden od 1496 r. służył jako papiernia, w I połowie XVI w. dzierżawiona przez drukarza Jana Hallera).
W latach 70. XV w. sąsiednią należącą do klasztoru w Tyńcu wieś zwano już Magna Prandnik, co sto lat później zapisano po raz pierwszy po polsku jako Prądnik Wielki. Sławna była tutejsza biała mąka i chleb, zwany prądnickim. Z 1421 r. datuje się zapis, zobowiązujący posiadaczy gruntów w Prądniku Białym do wypieku chleba na stół biskupi. Na terenie biskupiego folwarku w Prądniku, położonego przy trakcie wielkopolskim, w 1547 r. bp Samuel Maciejowski wybudował renesansowy pałac z ogrodem stanowiący letnią rezydencję biskupów krakowskich, gdzie gościli m.in. Jan Kochanowski, Szymon Szymonowic i Łukasz Górnicki. To tutaj właśnie toczą się erudycyjne rozmowy bohaterów dzieła Górnickiego „Dworzanin polski”, poświęcone dworskim obyczajom i humanistycznemu wychowaniu.
W 1574 r. na błoniach prądnickich szlachta witała przybyłego do Krakowa Henryka Walezego, a w 1697 r. w Prądniku Białym rozpoczął się koronacyjny wjazd do Krakowa Augusta II. Pola pomiędzy Prądnikiem Białym i Czerwonym a Krakowem były w 1587 r. teatrem bitwy, w której Jan Zamoyski pokonał arcyksięcia austriackiego Maksymiliana Habsburga i zmusił go do wycofania się na Śląsk.
Regulacja dochodów biskupich przez Sejm Czteroletni w 1789 r. włączyła Prądnik Biały do skarbu wojskowego, zaś dzierżawcą wsi został Jacek Kluszewski, antreprener teatru krakowskiego. W 1794 r. we wsi przebywał Tadeusz Kościuszko (jeśli wierzyć tradycji, odpoczywał pod istniejącym do dziś w parku dworskim jaworem przed bitwą pod Racławicami), natomiast w 1809 r. mieszkał tu gen. Jan Henryk Dąbrowski.

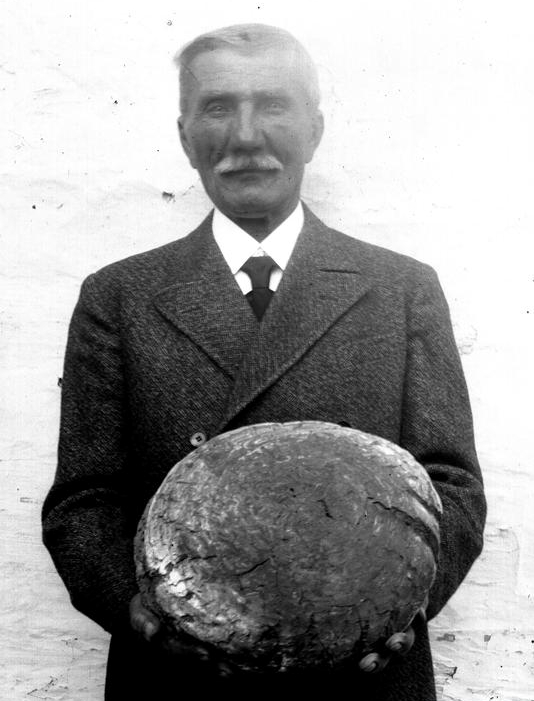
Piotr Kluzek, przedwojenny wójt Prądnika Białego z chlebem.

Na początku XIX wieku wieś należała do dóbr kameralnych, następnie do właścicieli prywatnych. W tym czasie na fundamentach dawnego pałacu biskupiego wzniesiono obecny dwór z oficynami oraz budynki karczmy i czworaków. W sto lat później było tu ponad 650 mieszkańców i około 45 domów, jednoklasowa szkoła ludowa, 3 młyny, garbarnia i cegielnia. Na ten czas przypada również okres znacznego rozwoju terytorialnego sąsiedniego Krakowa. Miasto cierpiało na brak terenów pod dalszą rozbudowę, ograniczone ze wszystkich stron zabudowaniami Twierdzy Kraków. Staraniami jego prezydenta, Juliusza Lea, powstała koncepcja tzw. „Wielkiego Krakowa”, w myśl której tereny wielu okolicznych miejscowości miały zostać przyłączone do miasta, powiększając w ten sposób jego obszar prawie siedmiokrotnie. Ustawa o Wielkim Krakowie weszła w życie w 1909 roku i objęła ona m.in. dużą część ówczesnego Prądnika Białego (mniej więcej do dzisiejszej ul. Opolskiej). Pozostała część wsi została włączona do Krakowa w 1941 roku. W latach 1913–15 przy ul. Prądnickiej 15 wzniesiono Miejskie Zakłady Sanitarne. W latach dwudziestych swoją pierwszą siedzibę zbudowało na Prądniku tworzące się Zgromadzenie Sióstr Najśw. Duszy Chrystusa Pana. Założycielka zgromadzenia była m. Paula Zofia Tajber (1890-1963). Obecnie trwa jej proces beatyfikacyjny. Na lata 1975–85 przypadła budowa nowych osiedli mieszkaniowych: Prądnik Biały Zachód i Prądnik Biały Wschód.

## Infrastruktura
- pętle autobusowe: Górka Narodowa (164, 169, 469), Górka Narodowa Wschód (137, 503, 637),  Prądnik Biały (144, 154, 904), Radzikowskiego Osiedle (140), Azory (130, 138, 173), Chełmońskiego Pętla (114, 168, 501, 611), Witkowice (537), Krowodrza Górka (102, 120, 137, 194, 207, 217, 220, 227, 237, 240, 247, 267, 287, 297, 637, 669, 917, 920, 937)
- gimnazjum nr 13 (Zespół szkół nr 5)
- przedszkole samorządowe nr 19
- przedszkole samorządowe nr 30 (Zespół szkół nr 5)
- szkoła podstawowa nr 109 (Zespół szkół nr 5)
- szkoła podstawowa nr 68
- szkoła podstawowa nr 58
- Parafia Świętej Marii Magdaleny
- Parafia Najświętszej Maryi Panny Matki Kościoła w Krakowie
- Parafia Dobrego Pasterza
- szpital okulistyczny w Witkowicach
- Krakowski Szpital Specjalistyczny im. Jana Pawła II
- pawilony handlowo-usługowe

## Zabytki
- Dworek Białoprądnicki
- Zajazd Kościuszkowski
- Kaplica Świętej Marii Magdaleny
- Kaplica szpitalna przy szpitalu okulistycznym w Witkowicach

## Ludzie związani z Białym Prądnikiem
- Jan Henryk Dąbrowski, w 1809 roku gościł ze swoją małżonką w pałacu biskupim
- Antoni Dziatkowiak, prof. medycyny, kardiochirurg, w 1979 roku rozpoczął pracę w szpitalu im. dr Anki (dzisiaj im. Jana Pawła II)
- Jakub Fontana, w drugiej połowie XVIII wieku przystąpił do rozbudowy pałacu biskupiego
- Wojciech Grygowski, twórca kładki dla pieszych, powstałej w roku 1982 nad ul. Opolską
- Robert Korzeniowski, lekkoatleta, chodziarz, mieszkaniec Białego Prądnika
- Tadeusz Kościuszko, wraz ze swoim sztabem zatrzymał się w pałacu biskupim
- Iwo Odrowąż, biskup krakowski
- Prezydent Andrzej Duda, mieszkaniec Białego Prądnika

## Instytucje związane z Białym Prądnikiem
- Magazyn Kulturalny Dworzanin
- Centrum Kultury „Dworek Białoprądnicki”

## Galeria

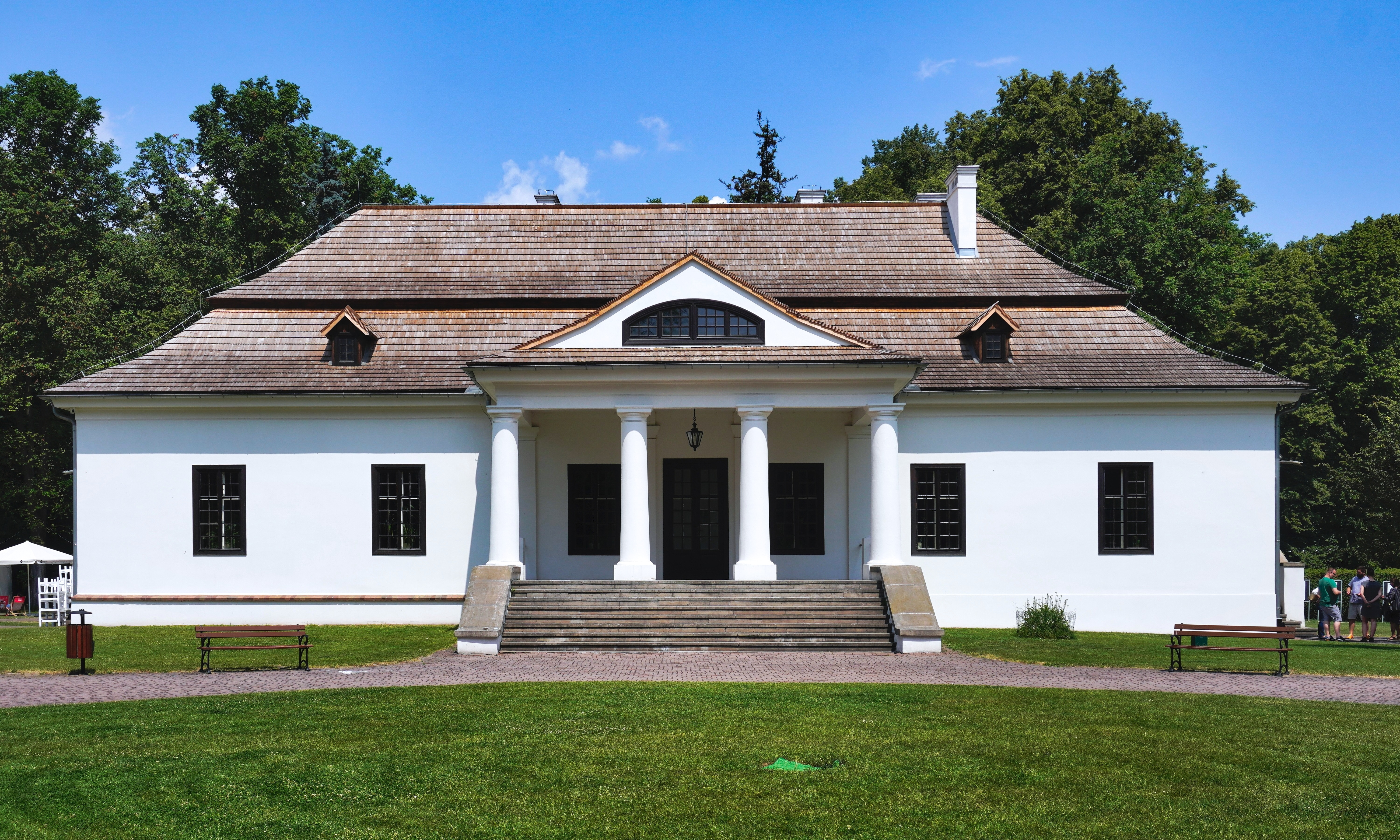
Dworek Białoprądnicki
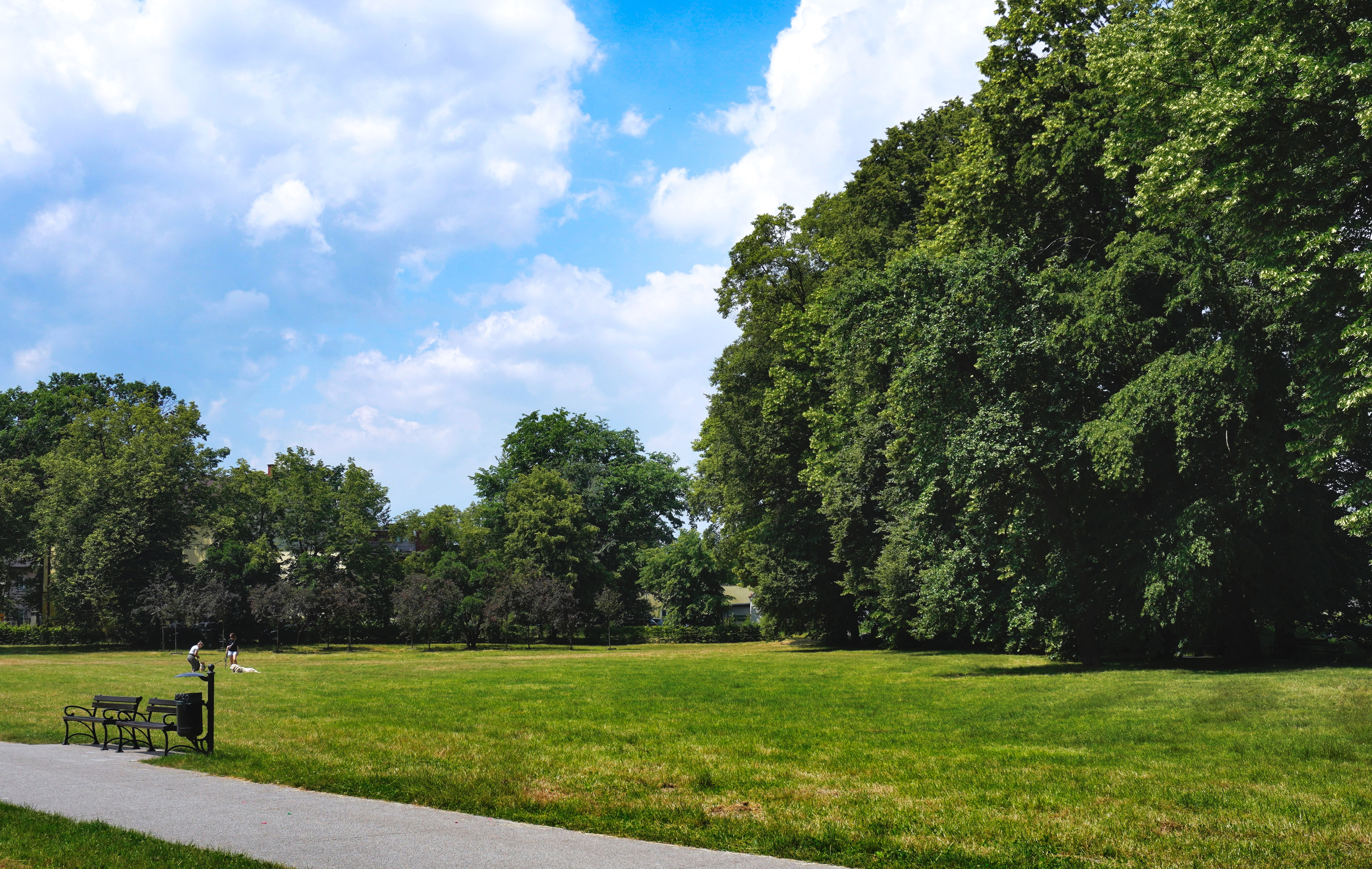
Park im. Tadeusza Kościuszki
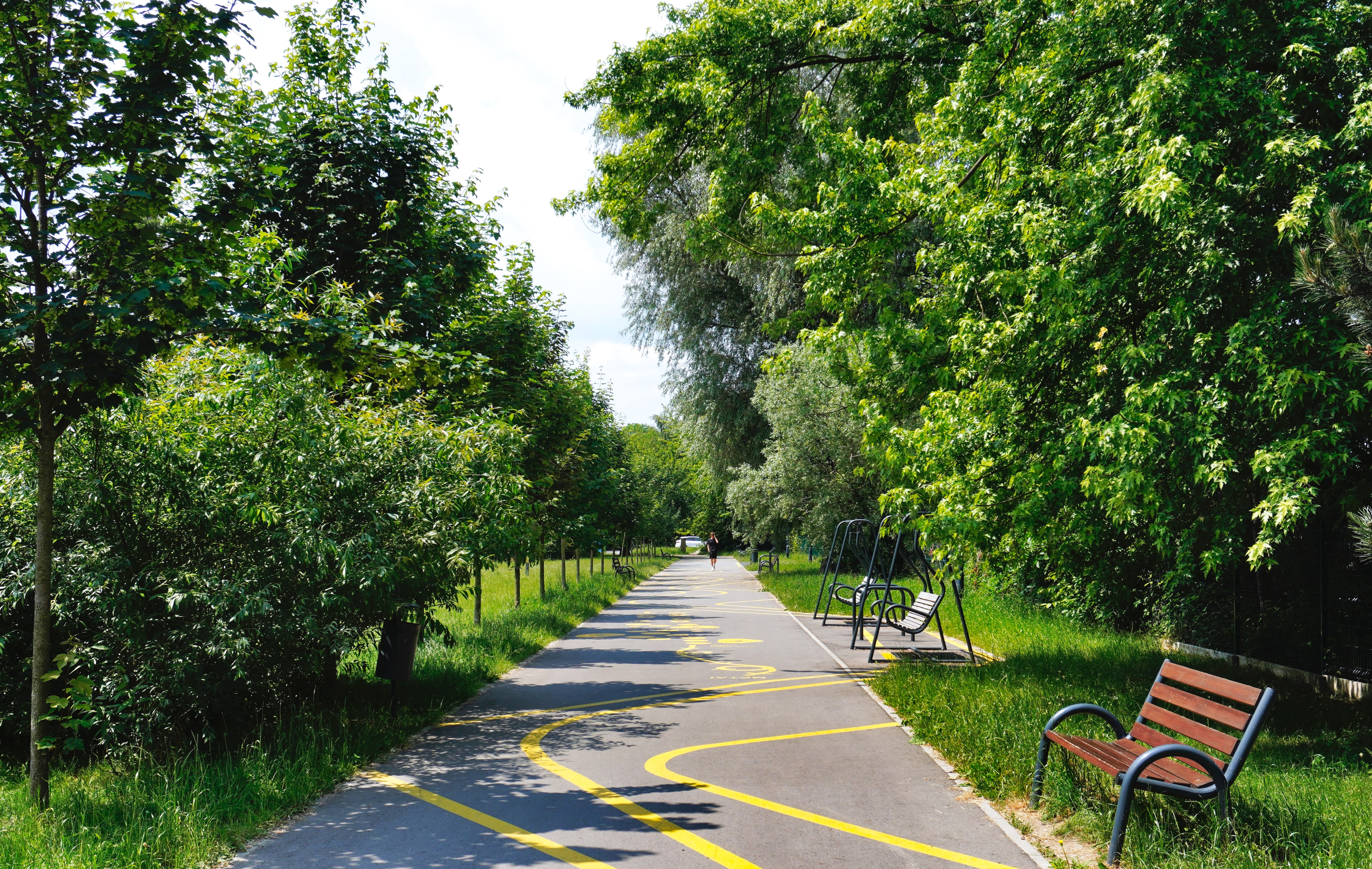
Bieg dawnej młynówki wzdłuż ulicy Bursztynowej, tereny zielone
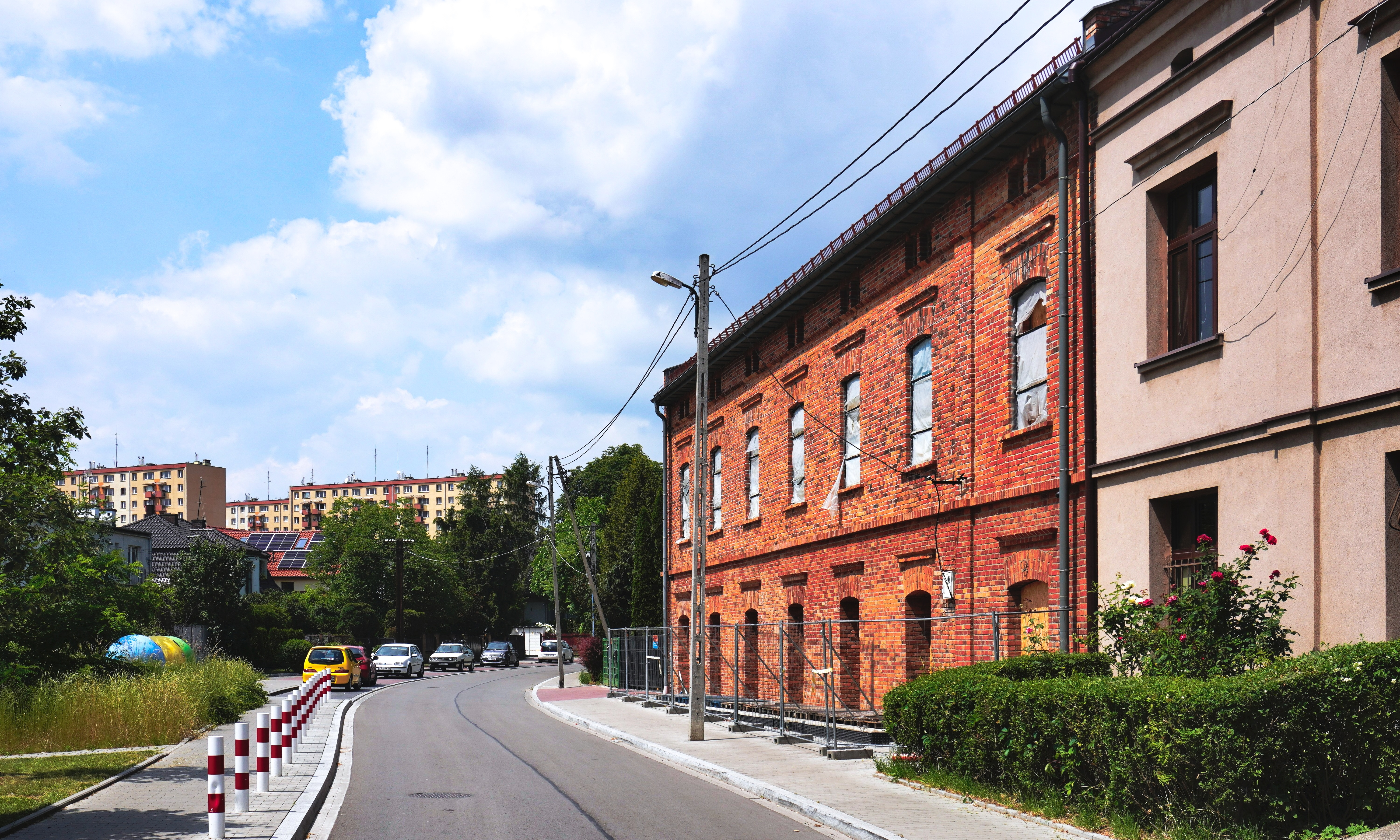
Ulica Białoprądnicka
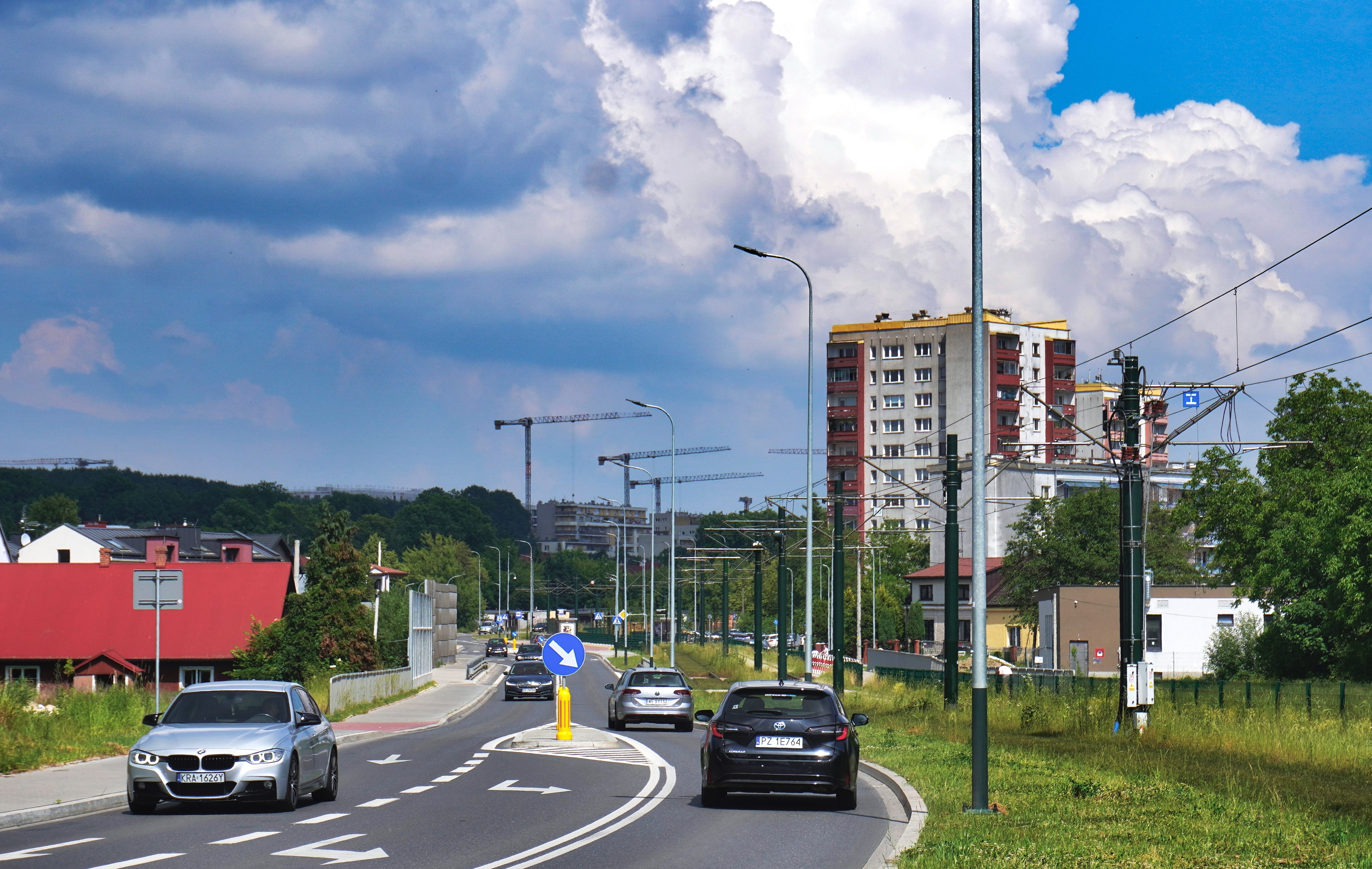
Ulica Henryka Pachońskiego